# Kovil, Kărdjali
Kovil (în bulgară Ковил) este un sat în comuna Krumovgrad, regiunea Kărdjali,  Bulgaria. 

## Demografie
Componența etnică a satului Kovil
     Turci (85,18%)
     Nicio identificare (14,81%)
     Altele (0%)
La recensământul din 2011, populația satului Kovil era de 54 locuitori. Din punct de vedere etnic, majoritatea locuitorilor (85,18%) erau turci. Pentru 14,81% din locuitori nu este cunoscută apartenența etnică.